# Архитектура Словачке
Архитектура Словачке има дугу, богату и разноврсну историју. Поред римских рушевина (као у војном логору Герулата), у Словачкој се налази и неколико романских и готичких замкова и цркава, нарочито дворац Спиш, који су саграђени у време Краљевине Угарске. Ренесансна архитектура била је од посебног значаја на трговима градских кућа, као што су Бардјејов и Љевоча. Богата архитектура у наредним вековима користила је барокни, рококо и неокласични, неоренесансни и неоготички стил, док је народна архитектура на селу развила специфичан стил дрвених кућа и дрвених цркава. У 20. веку Словачка је имала сецесију и модерну архитектуру, укључујући социјалистички модернизам, и на крају савремену архитектуру.

## Праисторија и антика
Герулата је био римски војни логор смештен у близини данашњег насеља Русовце, четврти Братиславе у Словачкој. Био је део римске провинције Панонија и изграђен је у 2. веку као део граничног одбрамбеног система. Напуштен је у 4. веку, када су се римске легије повукле из Паноније. Поред остатака римског форума, у музеју су приказани фрагменти грађевина и надгробних споменика, предмети од бронзе, гвожђа, керамике и камена који приказују свакодневни живот. Најочуванији објекат је четвороугаона зграда дугачка 30 и широка 30 метара, са зидовима дебелим 2,4 метра.

## Романска архитектура
Дворци из високог средњег века још увек се простиру на врховима брда Словачке. Најистакнутији је дворац Шпиш, у источној Словачкој, који датира из 1209. године. ‍:38
Међу најстаријим црквама у Словачкој су:
- Црква Свете Маргарете Антиохијске, Копчани, једна од најстаријих цркава у Словачкој, предроманска грађевина за коју се сматра да потиче из  Великоморавске кнежевине. Црква је саграђена вероватно у 9. или 10. веку и први пут се помиње 1329. године.
- Црква Светог Арханђела Михајла у Дражовцу (Њитра), типична грађевина рано романске архитектуре, једнобродна, са дебелим зидовима и малом округластом апсидом, датира из 11. века.

У Словачкој је сачувано само неколико романских грађевина, али оне укључују најмање три црквена споменика високог статуса, укључена у мрежу ТрансРоманица:
- Управа и катедрала Св. Мартина у Спишкој Капитули (Спишке Подхрадје): катедрала је саграђена почетком 13. века за бискупа регије Спиш, тада важног културног и економског центра. Тробродна црква има фасаду са романским кулама од наизменичног пешчара и белог кречњака. Од 1993. године, Спишска Капитула је укључена на УНЕСКО-в списак светске баштине.[2]
- Црква Успења Пресвете Богородице, Биња: око 1217. Племићка породица Хонт-Пазмани основала је манастир у овом малом селу поред реке Хрон, у дунавској низији, укључујући монументалну романску цркву манастира, то је оно што је остало до данас. Дизајнирана по узору на катедралу Острогон, то је једнобродна црква са фасадом са два торња и улазним холом. У близини се налази и романска ротонда посвећена дванаесторици апостола са траговима фрески.
- Црква Успења Девице Марије, Дјаковце: пример романске архитектуре од цигли, типичне за југоисточну Словачку, ова двоспратна црква (саграђена 1228. године) некада је била део бенедиктинске опатије коју су у 11. веку основали монаси Панонхалма. Тробродна црква има две куле и три припрате уз апсиду, где фрагмент романске фреске још увек приказује Христоса у светитељском ореолу. На фасадама се налазе фризирани пиластери.

- Црква Свете Маргарете Антиохијске, Копчани
- Црква Дражовце, 11. век
- Црква Светог Стефана, најстарија сачувана историјска грађевина у Жилини
- Катедрала Светог Мартина у Спишкој Капитули
- Црква Успења Богородице, Биња
- Црква Успења Богородице, Дјаковце

## Готска архитектура
Дворци из високог средњег века још увек се простиру на врховима брда Словачке. Најистакнутији је дворац Спиш, у источној Словачкој, који датира из 1209. године. ‍:38 Остали замкови, наведени на листи Националног културног наслеђа Одбора за споменике Републике Словачке, укључују:
- Замак Бреков (Brekovský hrad/Barkó vára), близу Земплина, датира из друге половине 13. века;
- Дворац Јасенов (Jasenovský hrad/Jeszenő vára), близу Земплина, с краја 13. века;
- Дворац Шариш (Šarišský hrad/Sáros vára), изнад града Вељки Шариш;
- Замак Зборов (Zborovský hrad/Zboró vára), у округу Бардјејов, из 13. века.

- Спишки замак
- Замак Бреков
- Шаришки замак
- Зборовски замак

Словачка садржи неколико примера црквене готике. ‍:39 Ови укључују:
- Базилика Светог Ђила у Бардјејову, из средине 13. века;
- Црква Кларисина у Братислави, започета 1297;
- Саборна црква Светог Николе, Прешов, из 14. века;
- огромна катедрала Свете Јелисавете у Кошицама, саграђена 1378–1508;
- Катедрала Светог Мартина, Братислава, освећена 1452;
- Базилика Светог Јакова у Љевочи;

- Главни олтар у базилици Светог Јакова из радионице мајстора Павла из Љевоче, највиши дрвени олтар на свету, 1517
- Базилика Светог Ђила у Бардјејову
- Саборна црква Светог Николе, Прешов
- Прозор катедрале Светог Мартина, Братислава
- Црква Кларисине, Братислава
- Катедрала свете Елизабете, Кошице

## Ренесансна архитектура
На старим словачким градским трговима некада су се налазиле готичке грађанске куће, од којих је већина у 16. веку преуређена ренесансним фасадама у италијанском стилу, прекривеним украсима од зграфита. Међу њима је градски трг Бардјејов, УНЕСЦО центар, као и Љевоча. ‍:39
- Дворац Црвени камен
- Стара градска кућа, Љевоча
- Трг градске куће у Бардјејову

## Народни и локални стилови
Народна и локална архитектура из словачких села остала је сачувана у неколико случајева. Овај архитектонски стил обично има дрвене конструкције, понекад малтерисане, још из 18. века. ‍:39–40
- Чичмани садржи резерват народне архитектуре, који је основан 1977. У Чичманима су сачуване дрвене куће са обрубљеним крововима, галеријама и шиљастим или линеарним зидним украсима. Од посебног интереса су врло специфични бели узорци који су насликани на спољним зидовима кућа како би их украшавали.
- Влколинец, смештен у центру Словачке, изузетно је нетакнуто насеље, које је од 1993. године на листи УНЕСКО-ве светске баштине. То је најкомплетнија група ових врста традиционалних брвнара, које се често налазе у планинским пределима. Село се састоји од више од 45 брвнара, од којих се свака састоји од две или три собе. Сачуван је и дрвени звоник из 18. века, као и барокна капела.[3]

Источна Словачка је посебно позната по црквама брвнарама, често грађеним без ексера, које датирају од 18. до 20. века и углавном припадају грчким католичким и православним конфесијама, посебно русинске мањине. Могу се наћи на подручју Бардјејова и Сњине. ‍:40
- Народна архитектура у Чичманима
- Народна архитектура може се видети у добро очуваном селу Влколинец, које је под заштитом УНЕСЦКО-а
- Ова дрвена црква у Бодружалу пример је русинске народне архитектуре и налази се на месту УНЕСКО-ве светске баштине
- Дрвена црква у Музеју на отвореном, Зуберец - Брестова

## Барокна и рококо архитектура
Богате аристократе и трговци у Словачкој 1600-их некада су ценили барок у бечком стилу; Универзитетска црква Светог Јована Крститеља у Трнави један је од раних примера. Цветни рококо пратио је утицај Марије Терезије, угарске краљице у 18. веку, са украсима од гипса у Старом граду Братислави. ‍:39 Примери укључују палату Грасалкович, изграђену 1760. године (данашња резиденција председника Словачке), као и епископску летњу палату (реконструисану 1761–1765) и палату Мирбах од 1768. до 1770. године.
Барок
- Палата Грасалкович
- Градска кућа у Банској Штјавњици
- Црква Рођења Блажене Девице Марије, Михаловце
- Црква Светог Духа, Кошице

Рококо
- Епископска летња палата, Братислава
- Кућа доброг пастира, Братислава, 1760–65
- Палата Мирбах, Братислава, 1768–70

### Историјски стилови
Неколико палата и цркава изграђено је у историјским стиловима у 18. и 19. веку. Примери неокласичне архитектуре су Братиславска Приматова палата, Мелхиора Хефелеа, 1778–81, и Евангеличка црква у Кошицама, Георга Кицлинга, 1816. Источно-словачки музеј у Кошицама, 1872. године, илустрација је неоренесансне архитектуре. Готички препород (неоготика) коришћен је као стил за дворце, попут Оравског замка и Бојњичког замка, као и за цркву Свете Тројице, Мошовце, обновљену 1912–13.
- Неокласична Приматова палата, Братислава, 1778–81
- Неоренесансни Источно-словачки музеј у Кошицама, 1872
- Неоготички Оравски дворац
- Неоготички Бојњички дворац

## Сецесија и сецесијски стил
Архитектура сецесије завладала је у Словачкој на почетку 20. века. Плава Црква коју је дизајнирао Еден Лехнер 1905. у стилу мађарске сецесије је подвиг. ‍:40 Лехнер је такође пројектовао гимназију Гамча у Братислави, изграђену 1906–08, док је Душан Јуркович изградио Дом културе Скалица. У Кошицама, хотел Славија има сецесијску мозаичну фасаду. ‍:40
- Плава црква у Братислави, дизајн Еден Лехнер, 1905, у мађарском стилу сецесије
- Кућа културе Скалица Душана Јурковича, 1905
- Хотел Славија,Кошице
- Гимназија у Љевочи од Алфреда Хајоша, 1913
- Гимназија Гамча у Братислави, пројекат Еден Лехнер, изграђена 1906–08

## Модернистичка архитектура
У међуратном периоду Братислава је била место за неколико модернистичких архитектонских стилова:
- Чешки кубизам очигледан је у синагоги у улици Хејдукова у Братислави, Артура Залатнаја, 1923–26. Синагога је важан пример словачке верске архитектуре 20. века и проглашена је словачким националним културним спомеником. Споља је колонада са седам стубова, без торња. Унутрашњост укључује велико светилиште у којем се модерна конструкција од челика и бетона и савремени кубистички детаљи комбинују са историјским елементима.
- Једноставна гробница словачког политичара и дипломате Милана Растислава Штефаника саграђена је 1924–1928 у Брезови под Брадлом по пројекту Душана Јурковича.
- Нова Синагога у Жилини саграђена је 1928–1931 по нацрту немачког модернистичког архитекте Петера Беренса. Сматрана је „последњом словачком синагогом“, обновљена је 2011–17 да би постала уметнички центар.
- Kolonádový most (Колонадни мост) у Пјештјани је пројектовао архитекта Емил Белуш 1930-33, у модерном стилу Ар деко, а има стаклене гравуре од Мартина Бенка. На западном улазу стоји статуа Роберта Кухмајера (1934). Мост је уништен 1945. године, а реконструисан 1956. године.
- Братиславски стамбени комплекс Унитас је отворени стамбени комплекс галеријског типа који су пројектовали архитекти Фридрих Вајнвурм и Игњац Вечеи, са строгим архитектонским облицима.[4] У време изградње 1931. године, овај комплекс био је редак пример функционалистичких принципа који су примењивани на стамбеном пројекту у Словачкој.
- Имање Нова доба изграђено је 1932. године у Братислави према плановима архитеката Фридриха Вајнвурма (1885–1942) и Игњаца Вечеија (1883–1944) повезаног са социјалистичким концептом минималног стана (1932) и такође је блиско идејама функционализма. Комплекс је одличан пример новог урбаног, техничког и економског приступа за решавање проблема социјалног становања.[5]

Социјалистички модернизам такође је оставио неколико обележја у Братислави, укључујући зграду Словачког радија и Мост СНП: ‍:40
- Мост СНП („Мост словачког националног устанка“) најдужи је мост на свету који има један пилон и раван са једним каблом. Мост је изграђен између 1967. и 1972. године по пројекту А. Тесара, Ј. Лацкоа и И. Сламена.[6] Значајан део Старог града испод замка Братиславе, који је обухватио готово целу јеврејску четврт, срушен је да би се створио пут до моста.[7]
- Словачку зграду радија, обликовану као наопако постављена пирамида, 1967. године пројектовали су Штефан Светко, Штефан Дуркович и Барнабаш Кислинг и довршили 1983. године,[8] у време када је социјалистички реализам био званични архитектонски стил у Чехословачкој. Била је то једна од првих главних зграда у Словачкој која је користила челични оквир и постала једна од архитектонских знаменитости Братиславе.

- Синагога у Братислави, 1923-26
- Гробница генерала Милана Р. Штефаника, рад Душана Јурковича, 1924–28
- Ново доба, Братислава, 1932
- Колонадни мост Емила Белуша, 1930–33
- Нова синагога (Жилина) Петера Беренса, 1928–31
- Словачка народна банка Емила Белуша, 1938
- Мост СНП, 1967–72
- Зграда Словачког радија, 1967–83

## Савремена архитектура
Након независности Словачке 1992. године, у економској и демократској транзицији, уочи и након приступања Словачке Европској унији 2004. године, изграђено је неколико модерних административних и пословних зграда у стилу савремене архитектуре, посебно у главном граду, Братислави:
- ВИВО! Братислава (до 2019. Полус Сити Центер) био је први модерни тржни центар у земљи, отворен у новембру 2000.[9] Центар, површине 38 500 м², садржи хипермаркет, биоскопски комплекс, 139 малопродајних објеката и неколико ресторана и барова. Део комплекса су две високе канцеларијске куле: „Миленијумска кула I“ (80 м) и „Миленијумска кула II“ (100 м). У плану је изградња треће куле, „Миленијум III“.
- Зграда седишта Националне банке Словачке отворена је 23. маја 2002. године: на висини од 111,6 метара и са 33 спрата највиша је зграда у Братислави, не рачунајући висину антене.
- Мост Аполо (слч. Most Apollo) преко Дунава изграђен је између 2003. и 2005.[10] Његове закривљене линије, коси лукови и практично одсуство правих углова чине геометријски облик моста врло софистицираним. Челична конструкција од 5.240 тона, дугачка 231 метар, ротирана је преко реке са свог краја на левој обали у крајњи положај на стубу удаљеном 40 метара од десне обале. Мост Аполо био је једини европски пројекат који је Америчко друштво грађевинских инжењера прогласило једним од пет финалиста за награду за изванредна достигнућа у грађевинарству за 2006. годину (OPAL Award).
- Градски Пословни центар, Братислава је комплекс од пет зграда у Старе Место (Стари град), прве две завршене су у 2006. и 2007. години. Изградња друге фазе започета је 2008. године.
- Комерцијални, малопродајни и стамбени комплекс Еуровеа повезује обалу Братиславе са центром града и нуди продавнице и садржаје за слободно време, а обухвата и предузећа, апартмане и хотел Шератон. Фаза I комплекса Еуровеа отворена је након четири године изградње 2010.[11] Еуровеа фаза II имаће први облакодер у Словачкој са пројектованом висином од 168 метара и 46 спратова изнад земље[12] а укупна инвестиција процењена је на приближно 300 милиона евра.

- Тржни центар Полус, 2000
- Народна банка Словачке, 2002
- Мост Аполо, 2003–05
- Градски пословни центар, Братислава, 2011
- Еуровеа, 2010–20